# Santiago Magallán
Santiago Magallán (ur. 8 maja 1992 w Mar del Plata) – argentyński piłkarz występujący na pozycji pomocnika w Cultural Leonesa.